# Moi, Franco
Moi, Franco, est un roman écrit par Manuel Vazquez Montalban, qui obtient le Prix Flaiano de littérature en 1994, dans la catégorie romans .

## Argument
Un écrivain espagnol reçoit de son éditeur la commande surprenante d'une Autobiographie du général Franco. Antifranquiste, fils d'un communiste brisé par la défaite de la république lors de la guerre d'Espagne et par un long séjour en prison, lui-même ayant connu les prisons franquistes, il rédige donc une « autobiographie » du dictateur.
C'est l'occasion pour l'auteur, dans un roman étayé par une solide connaissance des faits historiques, de donner par un discours double, celui attribué au général interrompu épisodiquement par les commentaires de l'écrivain, une vision saisissante de la tragédie espagnole de 1892 à 1975, date de la mort du Caudillo. L’autobiographie apocryphe révèle un personnage inculte, suffisant, médiocre et rusé, qui se croit investi de la mission divine de sauver l'Espagne du péril communiste et franc-maçon et parvient à se faire attribuer le pouvoir absolu lors de l'insurrection des militaires contre le pouvoir légitime de la république. Les interruptions et commentaires du romancier viennent en contrepoint donner la parole à d'autres acteurs historiques, politiques ou non, et situer le contexte du moment du point de vue du simple citoyen. On ne peut s'empêcher de penser que l'auteur a également mis dans ce roman une partie de son expérience personnelle d'opposant au régime, condamné à trois ans de prison par un conseil de guerre.
Le roman est suivi d'un Index biographique qui présente les principaux personnages historiques cités ainsi que d'une Chronologie qui s'étend de 1892 (naissance de Franco) au 22 novembre 1975, date d'accession au trône du roi Juan Carlos, deux jours après le décès du Caudillo. Ces annexes permettent une compréhension plus claire des événements évoqués par l'auteur.